# مارغريتا كاريرا
مارغريتا كاريرا (بالإسبانية: Margarita Carrera)‏ هي كاتِبة وصحفية وشاعرة غواتيمالية، ولدت في 16 سبتمبر 1929 في غواتيمالا في غواتيمالا، وتوفيت في 31 مارس 2018.